# HMS King George V (41)
HMS King George V (41) — перший корабель у серії з п'яти британських лінкорів типу «Кінг Джордж V». Закладений 1 січня 1937 року і вступив до строю у грудні 1940-го. Брав активну участь у Другій світовій війні. У травні 1941 року разом з лінійним кораблем «Родні» серйозно пошкодив німецький лінкор «Бісмарк», після чого той затонув. 1 травня 1942, під час супроводження арктичного конвою «Кінг Джордж V» зіштовхнувся з есмінцем «Панджабі». У результаті інциденту есмінець затонув, а лінкор отримав серйозні пошкодження носової частини. У липні 1943 року взяв участь у висадці союзних військ на Сицилію, під час якої обстрілював острів Леванцо та порт Трапані. Після капітуляції Італії супроводжував на Мальту частину італійського флоту, включаючи лінкори «Андреа Доріа» і «Кайо Дуйліо».
У січні 1945 року був включений до складу Тихоокеанського флоту. Під час військових дій проти Японії захищав авіаносні ударні групи. Весною, перебуваючи флагманом з'єднання TF 57, взяв участь у битві за Окінаву. 4 травня обстріляв японський аеродром на острові Міяко. У липні-серпні діяв біля берегів Японії. 6 липня разом з американськими лінкорами завдав удару по японських заводах у містах Міто та Хітаті, 30 липня взяв участь в обстрілі Хамамацу. 30 серпня загін моряків та морських піхотинців, сформований з екіпажу «Кінг Джорджа», висадився в Токіо.
У березні 1946-го лінкор повернувся до Британії та знову став флагманом Флоту метрополії. У 1948—1949 роках виконував функції навчального корабля. У вересні 1949-го був виведений в резерв. 30 квітня 1957-го «Кінг Джордж V» виключили зі складу флоту і наступного року продали приватній компанії для розбирання на метал.

## Загальні характеристики
«Кінг Джордж V» — перший корабель у серії однотипних лінкорів, закладений 1 січня 1937 року на верфі компанії Vickers-Armstrongs у місті Ньюкасл-апон-Тайн. Був спущений на воду 21 лютого 1939 року і вступив у стрій 11 грудня 1940-го. «Кінг Джордж V» мав максимальну довжину корпусу 227,08 м (225,56 м по ватерлінії) і максимальну ширину 34,24 м (31,46 м по ватерлінії). Стандартна осадка становила 8,8 м, максимальна — 9,9 м. Слід відзначити, що це середнє значення осадки, тому що під час експлуатації на лінкор встановлювали додаткове озброєння та обладнання, що призводило до збільшення його водотоннажності і як наслідок — осадки.
Коли «Кінг Джордж V» вступив у стрій, його стандартна водотоннажність становила 38031 т, максимальна — 42237 т. Утім під час експлуатації стандартна водотоннажність збільшилась до 39100 т, а максимальна — до 44460 т. Основну частину маси складали корпус (13830 т, або 36,4 %) і бронювання (12413 т, або 32,5 %). Машинне відділення мало вагу 2768 т (7,3 %), обладнання займало 1619 т (4,3 %), а озброєння — 7401 т (19,5 %). Лінкор брав на борт 3918 т мазуту, 192 т дизельного палива, 256 т технічної та 444 т питної води.

## Опис корабля

### Корпус
Лінкор мав корпус з гладкою палубою та майже прямокутним міделем (коефіцієнт повноти 0,99), але з досить гострими обводами (коефіцієнт повноти 0,59). Висота надводних бортів була недостатньою, тому під час плавання на повному ходу вода заливала носову башту і забризкувала лінзи далекомірів.
Корпус корабля поділявся на 19 водонепроникних відсіків. При будівництві використовувалися, в основному, заклепувальні з'єднання. З використанням зварювання були виконані лише найменш важливі частини корпусу та надбудови. Велика висота броньового пояса забезпечувала лінкору відмінний запас бойової плавучості. Завдяки малій метацентричній висоті, хитавиця корабля мала досить плавний характер, що відмінно позначалося на точності ведення вогню. Остійність лінкора перебувала на високому рівні, кут перекидання при непошкодженому борті перевищував 60 °. Маючи ефективне поєднання остійності та бойових властивостей, «Кінг Джордж V», як й інші лінкори цього типу, був відмінною гарматною платформою.

### Енергетична установка
Основу енергетичної установки складали 8 котлів «адміралтейського» типу, які сумарно важили 416 т. Тиск у котлах становив 28,92 кгс/см² (28 атм.), а температура 370 °C. Котельні приміщення розташовувалися поряд і кожні два котли з'єднувалися з турбіною типу Парсонс, що розташовувалася заді них. Турбіни обертали чотири гвинти, діаметром 4,42 м кожен. Частота обертання кожної турбіни становила 2257 об/хв, гвинтів — 236. Енергетична установка мала блочно-ешелонне компонування. Чотири блоки механізмів, по одному на кожен вал, були повністю ізольовані один від одного. Кожен блок мав окрему систему подачі палива, води та масла.
Силова установка в нормальному режимі роботи мала потужність 100 000 к.с. (75 000 кВт). Однак вона могла працювати у форсованому режимі, досягаючи потужності 110 000 к.с. (82000 кВт). Її характеристики дозволяли кораблю розвивати швидкість 27,62 вузли. Однак дальність плавання для кораблів такого класу була порівняно невелика — 3100 морських миль (5700 км) при швидкості 27 вузлів.
Електроенергію для корабельних потреб виробляли 6 турбогенераторів, які отримували пар від головної енергетичної установки. Потужність кожного генератора становила 330 кВт. Подача електроенергії здійснювалася по двох кільцевих магістралях. Для екстрених ситуацій призначалися два аварійні дизель-генератори з потужністю по 330 кВт.

### Захист
Броньовий пояс розміщувався ззовні обшивки і мав довжину 126,5 м, що дозволяло повністю прикривати артилерійські погреби та машинну установку. Висота поясу становила 7,16 м і, при нормальній водотоннажності, він ішов під воду на 3,66 м. Пояс формували три ряди плит, які дуже жорстко скріплялися шипами та пазами. Товщина поясу коливалася від 381 мм в районі погребів до 356 мм в районі машинних відділень. Плити нижнього ряду клиноподібно тоншали до 140 і 114 мм відповідно. Пояс замикався траверзами, товщина яких варіювалася від 254 до 305 мм над броньованою палубою і до 51 мм під нею. Загалом бронею було прикрито 70 % довжини корабля.
Головна броньована палуба накладалася на верхній край пояса і закривала весь простір цитаделі. Вона мала товщину від 127 мм над машинним відділенням і до 152 мм над артилерійськими погребами. За межами цитаделі, на рівні з'єднання середнього і нижнього ряду поясних плит, розташовувалась нижня броньована палуба, яка мала товщину від 64 до 127 мм в носі та 114 мм в кормі.
Броньовані плити на артилерійських баштах головного калібру розташовувалися під прямим кутом. Вертикальна лобова плита мала товщину 324 мм, бічні плити — 174—224 мм, задня —174 мм. Дах захищала плита товщиною 149 мм. Бронювання баштових барбетів було диференційованим і коливалося від 280 мм на тильних ділянках, до 343 мм на найбільш загрозливих, бічних. Бойова рубка мала бронювання від 51 до 114 мм.
Підводний захист лінкора був побудований за принципом «сендвіча» і за розрахунками проектувальників, міг витримати підводний вибух потужністю 454 кг тротилу. Його загальна глибина становила 4,11 м на міделі, 4 м в районі носових башт головного калібру і 3 м в районі кормової башти.

### Озброєння

#### Артилерія головного калібру

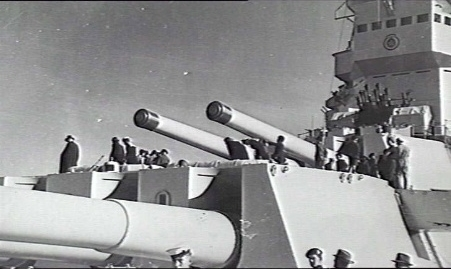
Гармати головного калібру лінкора «Кінг Джордж V»

На лінкорі були встановлені десять 356-мм гармат Mark VII, кожна з яких важила 89 тонн. Ствол гармати був розрахований на 340 пострілів повним зарядом. Технічна скорострільність становила 2 постріли за хвилину, фактична — 1,5. Стандартний боєзапас нараховував по 80 снарядів на гармату, максимальний — по 100.
Артилерія головного калібру розміщувалася в двох чотирьохгарматних баштах типу Mark III та одній двогарматній типу Mark II. Дві башти розташовувалися у передній частині корабля (Mk III і Mk II) та одна — у кормовій (Mk III). Їх конструкція давала можливість підносити гармати на 40 °, що забезпечувало дальність стрільби 35259 м. Піднесення гармат відбувалося зі швидкістю два градуси на секунду. Керування баштами здійснювалося за допомогою гідравлічних приводів, які забезпечували швидкість обертання вісім градусів на секунду. Кут повороту башти А становив 286 °, башт В та Y — по 276 °. Кожна башта типу Mk III, без урахування гармат, важила 1582 т, башта Mk II мала вагу 915 т.
Система керування вогнем складалася із двох командно-далекомірних постів, оснащених оптичними 15-футовими далекомірами (база 4.57 м). Для визначення відстані також використовувалися баштові далекоміри — 12,5-метрові в Mk III та 9-метровий в Mk II. Отримані дані оброблялися аналоговими комп'ютерами Mk IX. СКВ дозволяла добиватися при хороших погодних умовах 5-7 % влучань на відстані 6-8 миль.

#### Універсальна артилерія

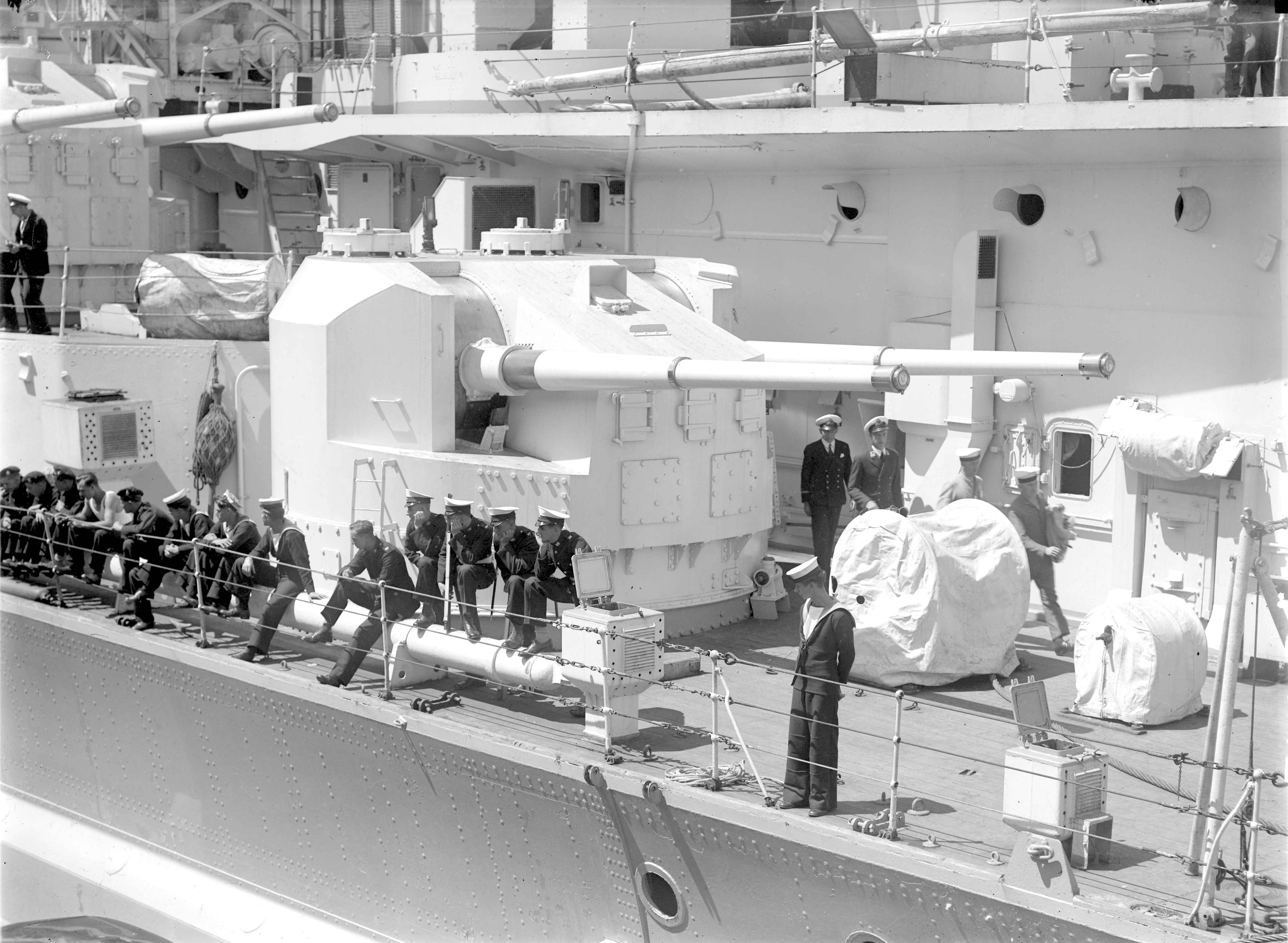
133-мм гармати Mark I

Універсальна артилерія складалася із шістнадцяти 133-мм гармат Mark I, які могли одночасно вести вогонь по морських і повітряних цілях. Зазвичай використовувалися два типи боєприпасів: бронебійні та фугасні, кожен із них важив 36,3 кг. Початкова швидкість вильоту снаряда становила 792 м/с. Боєзапас формувався із розрахунку 400 снарядів на одну гармату. Mk I могли вести вогонь по морських цілях на відстані до 22 км, а по повітряних — на висоті до 14,9 км. Через значну вагу снаряда та роздільний спосіб заряджання гармати мали низьку скорострільність — 7-8 пострілів за хвилину. Управління вогнем здійснювалося з чотирьох контрольно-далекомірних пунктів, оснащених системами HACS Mk V.
Артилерія розміщувалася у восьми спарених баштах, кожна з яких важила 78,7 т. Вони дозволяли змінювати кут піднесення гармат від −5 до 70 ° та повертати їх у діапазоні 160 °, при цьому швидкість піднесення становила 10 °/с, повороту — 20°/с. Башти розміщувалися у два яруси, що дозволяло їм концентрувати вогонь у будь-якому напрямку.

#### Легка зенітна артилерія

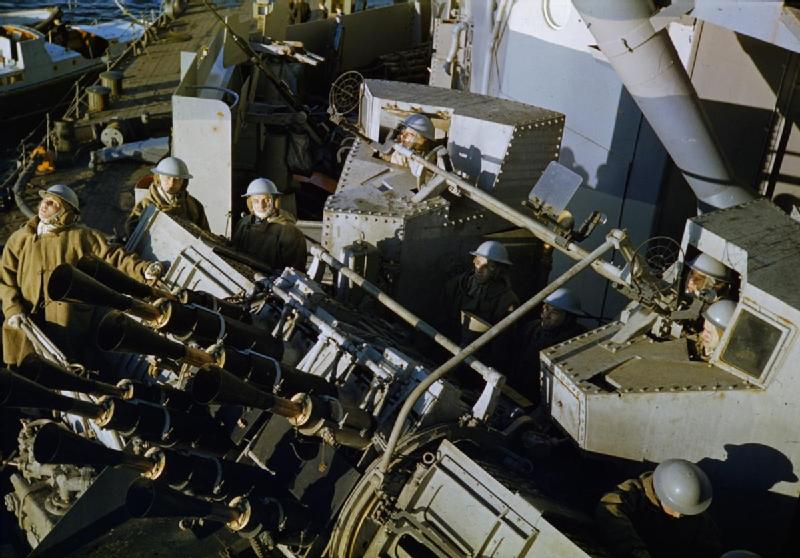
Зенітна установка «Пом-пом»

Ближня протиповітряна оборона спочатку складалася із 40-мм автоматичних гармат QF 2, які за характерний звук при стрільбі дістали назву «Пом-пом». Кожна гармата мала технічну скорострільність 115 пострілів за хвилину, але на практиці темп стрільби становив 96-98 пос/хв. QF 2 могли вести вогонь на відстані до 6,2 км. Гармати розміщувалися у восьми восьмиствольних установках Mark VI, кожна з яких важила 16 тонн. Кут піднесення гармат становив 80 °. У 1941 році «Кінг Джордж V» отримав зенітну установку Mk VII з чотирма гарматами «Пом-пом». Вона були легші за Mk VI — 10,8 т і змінювали кут піднесення зі швидкістю 25 градусів на секунду.
Керування вогнем здійснювалося із командно-далекомірних пунктів Mark IV. Їх персонал за допомогою гіроскопів та оптичних далекомірів визначав швидкість повітряної цілі, її напрямок руху та швидкість. Отримана інформація оброблялася електромеханічним комп'ютером і використовувалася для внесення поправок при веденні вогню. Слід відзначити, що «Кінг Джордж V» став першим у світі кораблем, на якому застосували гіроскопічні пристрої для вимірювання швидкості літаків.
Експлуатація британських лінкорів в перші роки Другої світової виявила їх недостатню захищеність від атак з повітря. Тому першим кроком у посилені протиповітряної оборони «Кінг Джорджа» стало встановлення некерованих зенітних ракет UP. Вони мали вертикальний старт і після запуску випускали спеціальну повітряну міну на тросі, в якому повинен був заплутатися ворожий літак. Утім ефективність нової зброї виявилася нульовою і її демонтували у грудні 1941-го.
Під час модернізації, яка відбулася у грудні 1941-го «Кінг Джордж V» отримав 18 зенітних гармат «Ерлікон», які розміщувалися в одинарних установках Mk IIIA. Вони мали дальність стрільби 4368 м і скорострільність 450 пос/хв, а ручний привід дозволяв підносити гармату на 90 °. Під час модернізації у лютому-липні 1944-го, окрім Mk IIIA на кораблі з'явилися 6 спарених установок Mk V. У той же час лінкор отримав 40-мм Bofors L60, які розміщувалися у двох чотирьохствольних установках Mk II і могли вести вогонь по цілях на висоті до 5,5 км зі швидкістю 115 пос/хв.
У результаті чисельних модернізацій, ближня протиповітряна оборона «Кінг Джорджа» в 1945 році мала наступний вигляд: 8 установок «Пом-пом» по вісім гармат у кожній, чотири установки Bofors L60 (дві установки мали по чотири гармати та дві — по одній) та 30 установок «Ерлікон» (шість спарених та 24 одинарних).

#### Авіаційне озброєння

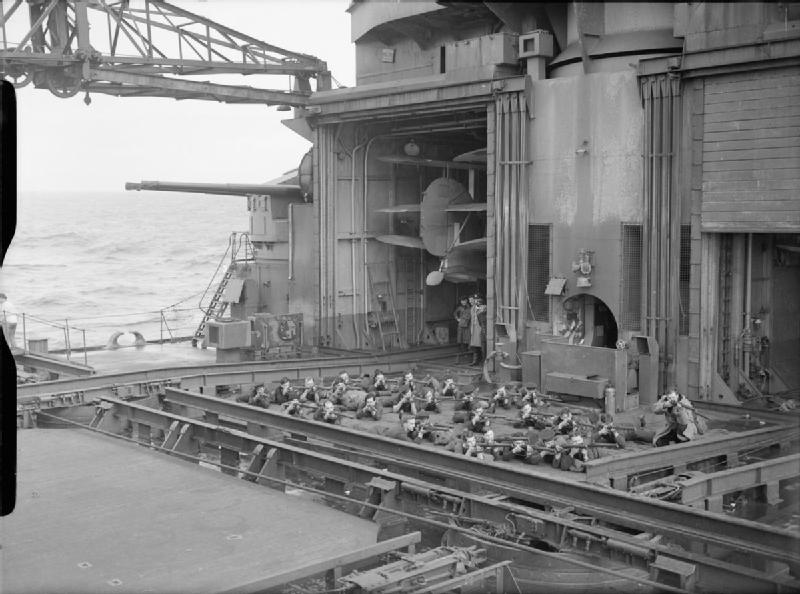
Авіаційний ангар

«Кінг Джордж V» мав поперечно розташовану катапульту D-IIIH, яка могла розігнати до злітної швидкості літак масою 5,5 тонн. Як бортова авіація використовувалися три біплани Walrus, які мали злітну вагу 3265 кг і дальність польоту 965 км. Вони не мали озброєння і використовувався для ведення розвідки та коректування артилерійського вогню. У 1944 році, у зв'язку із розвитком радіолокації, британське командування відмовилось від використання авіації на лінійних кораблях, тому під час модернізації у лютому-липні 1944-го усе авіаційне обладнання «Кінг Джорджа» було демонтоване.

### Радіоелектронне обладнання
«Кінг Джордж V» спочатку був оснащений радарами Type 279 і Type 284. Перший із них використовувався для спостереження за повітряною обстановкою і міг виявляти цілі на відстані до 175 км. Літаки, що рухалися на надмалій висоті (30 м), радар виявляв максимум за 15 км. Type 284 — британське позначення американського радара для керування вогнем гармат головного калібру Mark 3. Він дозволяв коригувати вогонь по морських цілях на відстані до 18 км, орієнтуючись на сплески від снарядів.
У липні 1941-го «Кінг Джордж V» отримав радар Type 271, який виявляв кораблі на відстані до 20 км. У грудні того ж року він був замінений на Type 273. Новий радар мав значно кращі характеристики та міг виявити ворожий лінкор на відстані 41,5 км. Одночасно зі встановленням Type 273, лінкор отримав п'ять дециметрових радарів Type 282, які призначалися для керування вогнем зенітних гармат на відстані до 6 км. У травні-червні 1942-го на корабель встановили чотири радари керування вогнем універсальної артилерії Type 285. Слід відзначити, що Type 285 — британське позначення американського радара FD Mark 4, який мав дальність дії 37 км і визначав координати цілі з точністю до 37 м.

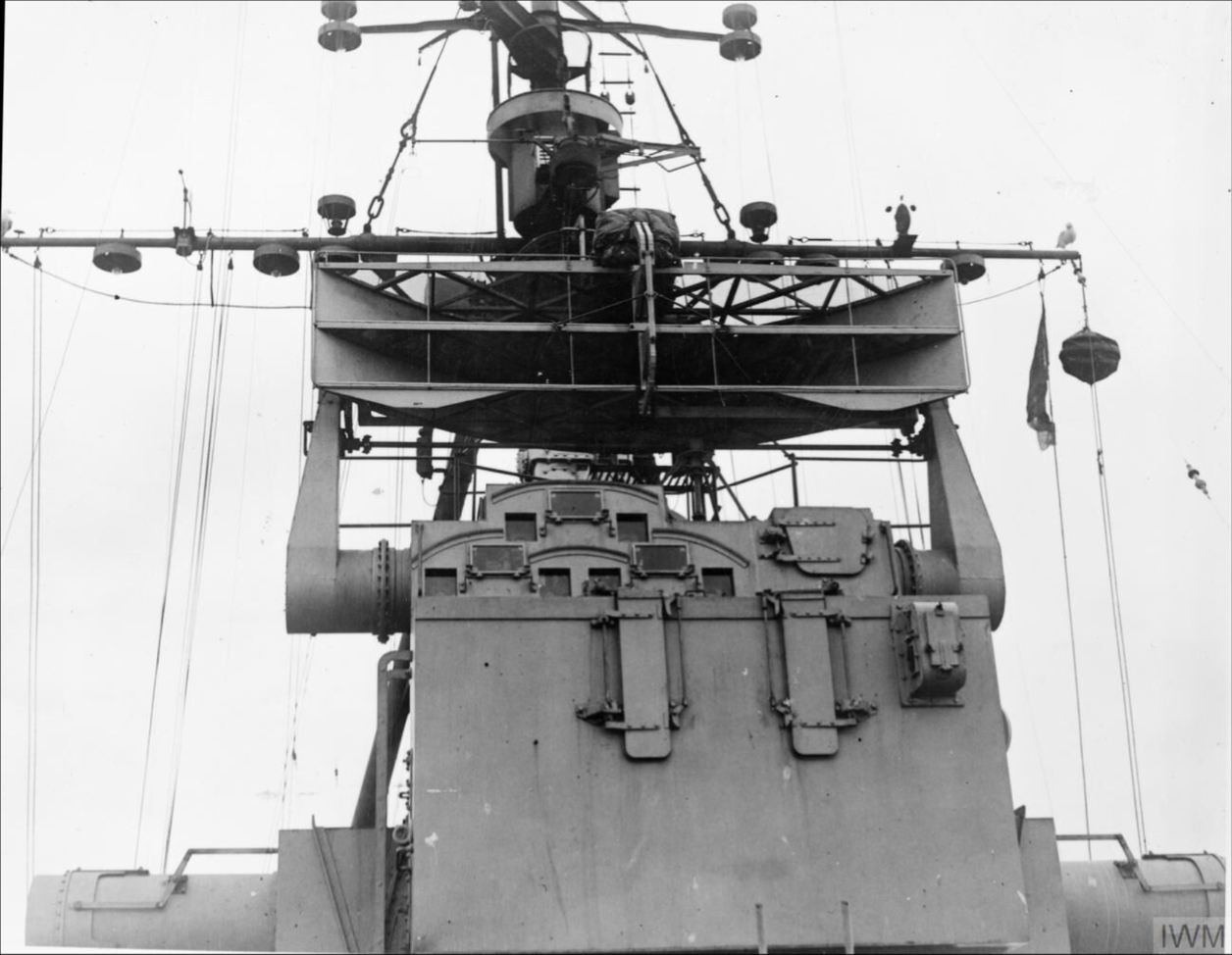
Радар Type 274 (на фото зображений радар легкого крейсера Swiftsure)

Найбільшу кількість нового радіоелектронного обладнання «Кінг Джордж V» отримав у лютому-липні 1944-го. Під час цієї модернізації встановили новий радар для пошуку надводних цілей Type 277, який міг виявити корабель класу лінкор на відстані 40 км. Крім того він мав здатність відстежувати повітряні цілі на відстані до 55 км і краще визначав координати об'єктів, ніж Type 273. Радар виявлення повітряних цілей Type 279 замінили на більш досконалу модифікацію Type 279В. Для ефективнішого керування вогнем із головних гармат «Кінг Джордж V» отримав РЛС Type 274, яка замінила застарілу Type 284. Нова станція мала дальність дії 30 км і роздільну здатність 45 м. Радари керування вогнем головної та універсальної артилерії були доповнені РЛС Type 293, яка використовувалася для уточнення координат повітряних і надводних об'єктів. При цьому дальність виявлення повітряних цілей становила 30 км, морських 31 км. Крім того на корабель встановили один Type 285 та два Type 282.
Враховуючи усі вище перелічені вдосконалення, радіоелектронний комплекс «Кінг Джорджа» у 1945 році мав наступний вигляд:
- РЛС виявлення надводних цілей Type 277
- РЛС раннього попередження про повітряну атаку Type 279В
- РЛС керування вогнем гармат головного калібру Type 274
- РЛС для уточнення координат морських і повітряних цілей Type 293
- 5 радарів керування вогнем універсальної артилерії Type 285
- 7 радарів керування вогнем зенітних гармат Type 282

## Модернізація
Під час експлуатації «Кінг Джордж V» регулярно проходив модернізацію з метою встановлення нових систем та оновлення обладнання. Нижче наведені усі етапи модернізації:
| Дата                    | Місце      | Опис робіт |
| ----------------------- | ---------- | --- |
| Червень 1941-го         | Скапа-Флоу | Встановлений радар для виявлення надводних цілей Type 271. |
| Грудень 1941-го         | Скапа-Флоу | Демонтовані установки з некерованими зенітними ракетами UP; встановлені 1 х 4 та 1 х 8 зенітні установки «Пом-пом» і 18 зенітних гармат «Ерлікон»; командні пункти установок UP замінені на КП установок «Пом-пом»; радар Type 271 замінений на Type 273; встановлені 5 радарів керування зенітним вогнем Type 271. |
| Травень-червень 1942-го | Ліверпуль  | Ремонт після зіткнення з есмінцем «Панджабі»; зовнішній розмагнічувальний пристрій замінений на внутрішній; встановлені 4 артилерійських радари Type 285. |
| Квітень 1943-го         | Росайт     | Встановлені 20 зенітних гармат «Ерлікон» |
| Лютий-липень 1944-го    | Ліверпуль  | Демонтовані 1 х 4 зенітна установка «Пом-пом», 12 зенітних гармат «Ерлікон» та радар Type 273; встановлені 3 х 8 «Пом-пом», 6 х 2 «Ерлікон» і 2 х 4 зенітних установки «Бофорс»; радар раннього попередження Type 279 замінений на Type 279B; радар керування вогнем гармат головного калібру Type 284 замінений на Type 274; встановлені радари Type 277, Type 293, два Type 282 та один Type 285; демонтоване авіаційне обладнання. |
| 1945                    |            | Демонтовані дві зенітні гармати «Ерлікон»; встановлені дві зенітні гармати «Бофорс» |

## Історія експлуатації

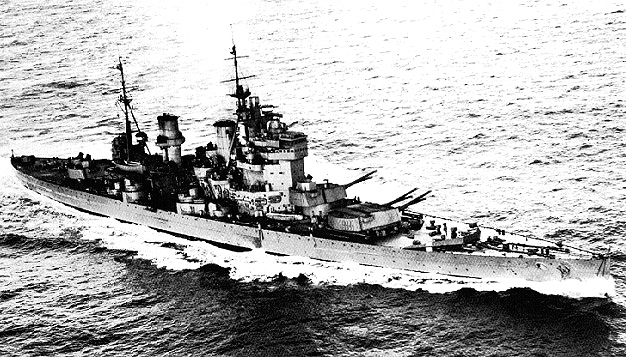
«Кінг Джордж V» у 1941 році

Після укомплектування особовим складом, 16 жовтня 1940 року корабель вирушив у своє перше плавання до шотландського міста Росайт. Там він успішно пройшов серію випробувань і у кінці року ввійшов до Флоту метрополії. Його місцем дислокації стала військово-морська база Скапа-Флоу, що знаходилась на Оркнейських островах. У січні 1941-го, ще не досягнувши повної бойової готовності лінкор виконав перше бойове завдання — перевіз в Аннаполіс британського посла у Сполучених Штатах. На зворотному шляху «Кінг Джордж V» прикривав конвой суден, що прямував до Великої Британії. 6 лютого корабель повернувся на свою базу і вже наступного місяця взяв участь у рейді на Лофотенські острови. Також у березні він ескортував два атлантичні конвої.

### Операція проти німецького лінкору «Бісмарк»
Економіка Великої Британії у значній мірі залежала від морських комунікацій. Тому у другій половині травня німці вирішили провести рейд проти британського судноплавства в Північній Атлантиці. До операції були залучені лінкор «Бісмарк» та важкий крейсер «Принц Ойген». Утім британці виявили кораблі ще у норвезьких водах і відразу направили значні сили для їх перехоплення. 22 травня зі Скапа-Флоу вийшли «Кінг Джордж V», авіаносець «Вікторіус» та 11 крейсерів і есмінців. У ранці 24 травня британський лінкор «Прінс оф Уелс» і лінійний крейсер «Худ» наздогнали німецькі кораблі у Данські протоці та вступили з ними у бій. У цей час «Кінг Джордж V» з ескадрою знаходився на відстані 300—400 миль. Під час бою німці потопили «Худ» і завдали незначних пошкоджень «Принцу Уельському». Утім один зі снарядів, випущених із британського лінкора, пробив носову паливну цистерну «Бісмарка», що змусило німецькі кораблі перервати рейд.
Після поразки в Данській протоці, британці вирішили докласти максимум зусиль для знищення «Бісмарка», який тримав курс на Францію. Для цього на допомогу Флоту метрополії прийшло З'єднання H, дислоковане в Гібралтарі. «Бісмарк», який до того часу розділився з «Принцом Ойгеном», 26 травня о 10:30 був виявлений літаючим човном Catalina. Лінкори «Кінг Джордж V» та «Родней» у цей час знаходилися за 125 миль від нього. О 22:25 «Бісмарк» був успішно атакований торпедоносцями Swordfish з борту авіаносця «Арк Роял». Торпеди, випущені літаками, пошкодили кермо лінкора, що значно знизило його швидкість. Через те що «Родней» міг розвинути швидкість не більше ніж 22 вузли, британські лінкори змогли наздогнати «Бісмарк» тільки вранці 27 травня.
О 8:15 важкий крейсер «Норфолк» визначив місце перебування німецького лінкора. У цей час «Бісмарк» знаходився приблизно за 50 тисяч ярдів (45,7 км) на південний схід від нього. «Норфолк», перебуваючи на безпечній відстані, продовжував слідкувати за «Бісмарком» і передавати інформацію про його місце знаходження британським кораблям. О 8:43 «Кінг Джордж V» побачив «Бісмарк» на відстані 20500 ярдів (18,745 м), а через чотири хвилини «Родней» відкрив вогонь, менше ніж за хвилину до нього приєднався і «Кінг Джордж V». Німці відповіли майже відразу. О 8:59 «Кінг Джордж V» наблизився на відстань 16000 ярдів (14,6 км) і почав стріляти з усіх гармат головного калібру. «Родней» теж вів вогонь з усіх шести 406-мм гармат. Німецький лінкор зосередив усі гармати, що у нього залишились на «Кінг Джорджі», утім в британський корабель не потрапив ні один снаряд. О 9:14 «Кінг Джордж V» підійшов до «Бісмарка» на відстань 12000 ярдів (11 км) і відкрив вогонь із 133-мм гармат. У цей час «Родней» зблизився до 8,5-9 тисяч ярдів (7,8—8,2 км).
О 9:27 британські снаряди вивели з ладу гідравлічну установку башти А, зруйнували її верхню частину і викликали пожежу в середині корабля. У цей час на лінкорові «Кінг Джордж V» через технічні неполадки почали виникати проблеми з гарматами головного калібру, тому під час залпів, як мінімум одна із гармат не стріляла. Всього «Кінг Джордж V» випустив 339 снарядів головного і 660 універсального калібру. У результаті бою «Бісмарк» отримав значні ушкодження і вичерпав боєзапас для артилерії головного калібру. Утім на британських лінкорах залишалося мало пального і вони у супроводі 11 есмінців покинули місце бою, о 10:39 «Бісмарк» затонув.
«Кінг Джордж V» та «Родней» поверталися з дуже низькою швидкістю, щоб економити паливо. 28 травня, після того як ескорт був зменшений до трьох есмінців, вони були атаковані чотирма німецькими літаками, але безрезультатно. Утім один з есмінців ескорту, відправлений для дозаправлення, все-таки був потоплений авіацією противника. Лінкори та решта кораблів успішно дістались своїх портів.

### Червень 1941— квітень 1943

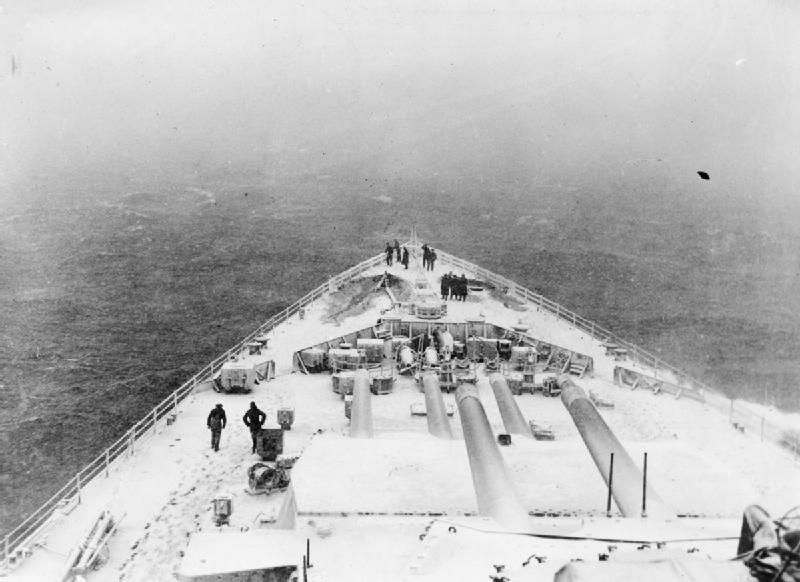
«Кінг Джордж V» під час плавання у арктичних водах

6 червня 1941 року «Кінг Джордж V», разом із двома крейсерами та чотирма есмінцями вийшов на патрулювання Данської протоки, щоб не допустити прориву нових рейдерів на трансатлантичні маршрути. Утім єдиним успіхом британців стало перехоплення фінського торгового судна тоннажністю 1800 т. 14 червня ескадра повернулася на базу Скапа-Флоу.
У другій половині червня на лінкорі був проведений ремонт артилерії. 8 жовтня «Кінг Джордж V» узяв участь в операції проти німецького судноплавства в норвезьких водах, але через погані погодні умови та нестачу есмінців, британці обмежилися двома авіаударами з авіаносця «Вікторіус». На початку листопада з'явилася інформація, що один із великих німецьких кораблів, імовірно важкий крейсер «Адмірал Шеер», збирається атакувати трансатлантичні конвої. Британці відразу вивели значні сили на патрулювання Північної Атлантики. «Кінг Джордж V» разом з авіаносцем «Вікторіус» та групою есмінців патрулювали райони південніше Данської протоки, але німецький рейдер так і не з'явився, тому у кінці місяця «Кінг Джордж V» повернувся на свою базу.
17 січня 1942 року британська розвідка попередила про можливий вихід у море німецького лінкора «Тірпіц». У той же день із бази Скапа-Флоу вийшла потужна ескадра у складі лінкорів «Кінг Джордж V» і «Родней», авіаносця «Вікторіус», одного важкого і трьох легких крейсерів та 10 есмінців. Усі кораблі вирушили до узбережжя Ісландії. 23 січня розвідувальний літак виявив «Тірпіц» на якорі в одному із фіордів біля Тронгейма. Після цього стало зрозуміло, що інформація про його вихід в море була помилковою, але «Кінг Джордж V» залишився в Ісландії.
20 лютого він покинув ісландські води, щоб взяти участь в атаці на норвезьке місто Тромсе. Утім британські розвідувальні літаки виявили біля берегів Данії групу німецьких кораблів на чолі з важкими крейсерами «Принц Ойген» та «Адмірал Шеер», яка прямувала до Тронгейма. Дізнавшись про це британська ескадра відразу взяла курс на південь, перервавши атаку на Тромсе. Британці здійснили два авіанальоти на німецькі кораблі, але безуспішно. 23 лютого вони повернулися у Скапа-Флоу.
4 березня «Кінг Джордж V» разом з авіаносцем «Вікторіус», одним важким крейсером та п'ятьма есмінцями відплили для супроводження конвою PQ 12, який прямував до Радянського Союзу. Німецьке командування ухвалило рішення розгромити конвой. Для його перехоплення у море були виведені лінкор «Тірпіц», чотири есмінці та два торпедні катери. Дізнавшись про переміщення німецьких кораблів, британці доповнили свої сили лінкорами «Рінаун» і «Дюк оф Йорк». Британські кораблі та авіація почали активний пошук німецької ескадри, у той же час німці намагалися знайти конвой, при цьому обидві сторони вели пошуки в складних погодних умовах. Однак 9 березня о 8:02 британська авіація все ж таки виявила «Тірпіц», який ішов у супроводі одного есмінця. О 9:17 він був атакований 12 торпедоносцями Fairey Albacore, але невдало. Після цієї атаки німці вирішили повернути «Тірпіц» на базу, тому що не хотіли ризикувати єдиним великим лінкором. У той же день британську ескадру, у складі якої перебував «Кінг Джордж V», атакували три бомбардувальники Ju 88, утім жоден корабель не постраждав. В кінці дня ескадра повернулася на базу Скапа-Флоу.

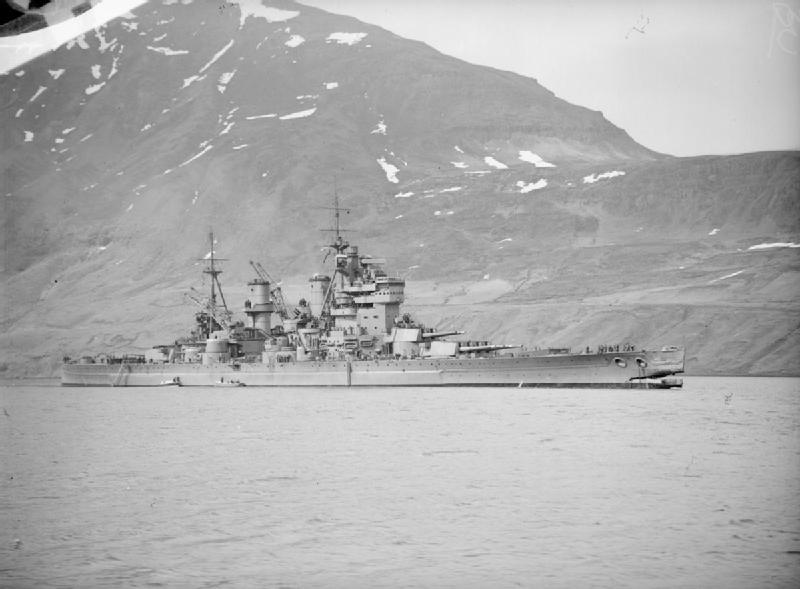
«Кінг Джордж V» після зіткнення із есмінцем «Панджабі» в результаті якого лінкор отримав сильні пошкодження носової частини

У березні-квітні «Кінг Джордж V» супроводжував арктичні конвої PQ 13 та PQ 14. 1 травня, під час ескортування конвою PQ 15, лінкор зіштовхнувся з есмінцем «Панджабі». Зіткнення призвело до вибуху глибинних бомб, що перебували на борту есмінця. У результаті інциденту «Панджабі» затонув відразу, а «Кінг Джордж V» отримав серйозні пошкодження носової частини. Лінкор зміг самостійно дістатися Скапа-Флоу, але наступні два з половиною місяці перебував у ремонті.
24 липня «Кінг Джордж V» повернувся у стрій і знову став флагманом Флоту метрополії. Утім через тимчасове припинення арктичних конвоїв та низьку активність німецького надводного флоту, лінкор майже 5 місяців перебував у Скапа-Флоу. У кінці грудня «Кінг Джордж V» вийшов море для захисту конвою JW 51A, відразу після нього лінкор узявся за супроводження конвою RA 051. 6 січня 1943 року корабель повернувся на базу.
У другій половині лютого-початку березня лінкор супроводжував конвої JW 53 та RA 053. 14 квітня статус флагмана Флоту метрополії був переданий лінкору «Дюк оф Йорк». До кінця місяця «Кінг Джордж V» пройшов чергову модернізацію й 1 травня вирушив на Середземне море. Новою базою лінкора став Гібралтар, де він увійшов до складу з'єднання H.

### Операції на Середземному морі
5 липня 1943 року «Кінг Джордж V» отримав своє перше бойове завдання з моменту прибуття на Середземне море. Він очолив з'єднання Z до складу якого увійшли лінкор HMS «Хау», два легкі крейсери та шість есмінців. Кораблі мали взяти участь у висадці союзних військ на Сицилію. 11-12 липня лінкори зі своїх 14-ти дюймових гармат обстріляли порт Трапані та острови Фавіньяна і Леванцо. 14 липня з'єднання Z повернулося в Алжир.
8 вересня «Кінг Джордж V» прибув на Мальту. У той же день відбулася капітуляція Італії й щоб не допустити потрапляння її флоту у руки німців, союзники вирішили перевести італійські кораблі на свої бази. З'єднання Z, у складі лінкорів «Кінг Джордж V» і «Хау» (флагман) та п'яти есмінців, мало ескортувати італійські кораблі із порту Таранто на Мальту. 9 вересня о 3:00 ескадра покинула Мальту і взяла курс до берегів Південної Італії. Згодом до неї приєдналися 5 крейсерів (включаючи один американський) та мінний загороджувач, на їх борту перебували десантники 1-ї парашутної дивізії, які мали висадитися в Таранто і взяти місто під контроль. О 14:00 їх зустріли італійські лінкори «Андреа Доріа» і «Кайо Дуйліо», два легкі крейсери та один есмінець. «Кінг Джордж V» відокремився від з'єднання Z і ескортував італійські кораблі на Мальту. У той час основні сили британців увійшли в порт Таранто і висадили десант, який не зустрівши значного спротиву, швидко захопив місто.
З 14 по 17 вересня «Кінг Джордж V» брав участь у супроводженні чотирьох італійських лінкорів та чотирьох легких крейсерів до Александрії. 13 жовтня він відплив із Гібралтара до Великої Британії.

### Листопад 1943— грудень 1944
18 жовтня «Кінг Джордж V» повернувся у Велику Британію, до кінця листопада він пройшов модернізацію, під час якої була значно посилена корабельна протиповітряна оборона. 7 грудня лінкор у супроводі трьох есмінців вирушив зі Скапа-Флоу до Гібралтара, де мав узяти на борт прем'єр-міністра Уінстона Черчилля і відвезти його на конференцію в Каїр, а потім в Тегеран. «Кінг Джордж V» прибув у Гібралтар 12 грудня, але дата відправлення Черчилля була перенесена і корабель повернувся до Британії.
8 січня 1944 року лінкор знову вийшов у море для того щоб забрати Черчилля, який повертався із конференцій у Каїрі та Тегерані. «Кінг Джордж V» супроводжували два британських та один канадський есмінці. 16 січня кораблі прибули в Гібралтар, де на борт лінкора піднявся Прем'єр-міністр та чисельна урядова делегація. Через день «Кінг Джордж V» успішно доставив їх у Британію.
10 лютого лінкор прибув у Ліверпуль для ремонту та модернізації перед відправленням на Тихий океан. Під час модернізації замінили більшу частину радіоелектронного обладнання, демонтували авіаційне устаткування та посилили протиповітряну оборону. 1 липня корабель повернувся у Скапа-Флоу, де перебував наступні два місяці. 17 жовтня «Кінг Джордж V» вирушив на Тихий океан, а флагманом Флоту метрополії замість нього став лінкор «Родней».
3 листопада «Кінг Джордж V» приплив у Гібралтар, а звідти вирушив до Александрії. 14 листопада лінкор обстріляв позиції німецьких військ на острові Мілос в Егейському морі та повернувся в єгипетський порт, де перебував наступні два тижні. 1 грудня «Кінг Джордж V» відплив з Александрії до острова Цейлон, щоб взяти участь у бойових діях проти Японії.

### Операції на Тихому океані
У січні 1945 року «Кінг Джордж V» увійшов до складу Британського тихоокеанського флоту, його новим місцем базування став порт Тринкомалі на острові Цейлон. 16 січня лінкор разом з чотирма авіаносцями, п'ятьма легкими крейсерами та десятьма есмінцями узяв участь в операції «Меридіан». ЇЇ метою було завдати авіабомбові удари по нафтопереробних заводах в Пладжоу та Палембанзі на острові Суматра. Заводи мали стратегічно важливе значення для Японії, адже виробляли половину її нафтопродуктів.
У ніч з 21 на 22 січня ескадра вийшла на ударну позицію, але через погані погодні умови бомбардування було відкладене. Вранці 24 січня погода змінилася і 140 британських літаків завдали авіаудар по НПЗ. 27-28 січня ескадра провела дозаправлення і 29 січня 124 літаки здійснили повторне бомбардування. У той же день ескадру атакувала японська авіація, утім британцям вдалося відбити напад. В цілому операція «Меридіан» пройшла успішно — у результаті авіаударів виробництво нафтопродуктів на НПЗ скоротилося у чотири рази.
Після завершення операції «Кінг Джордж V» приплив у Сідней, де пройшов двотижневий ремонт. У перші половині березня лінкор взяв участь у спільних військових навчаннях британського та австралійського флотів. Навчання були важливим етапом підготовки до висадки на Окінаву. 18 березня «Кінг Джордж V» відплив із Сіднея на атол Уліті (Каролінські острови). Під час плавання його екіпаж активно тренувався відбивати атаки з повітря. На атолі лінкор провів дозаправлення та поповнив корабельні запаси.
Для операції по висадці на Окінаву британці сформували з'єднання TF 57 під командуванням віце-адмірала Бернарда Роулінгза. До його складу ввійшли лінкори «Кінг Джордж V» (флагман з'єднання) і «Хау», авіаносці «Індомітабл», «Іластріес» і «Вікторіус», 5 легких крейсерів та 11 есмінців. 23 березня британські кораблі вирушили до Окінави, де мали з'єднатися з 5-м американським флотом.
26 березня британські літаки здійснили бомбардування японських аеродромів на острові Міяко. Наступне бомбардування відбулося 31 березня — удар був нанесений по військових об'єктах на островах Міяко та Ісіґакі. Вранці 1 квітня британська авіація піднялася у повітря для чергового бомбардування, але корабельні радари засікли японські літаки, що наближалися. Через це частина британських винищувачів була відправлена на перехоплення противника. Декільком японським літакам вдалося прорватися до ескадри до кораблів, один із них, летівши на дуже малій висоті, безуспішно атакував «Кінг Джордж V». Утім японцям вдалося пошкодити два авіаносці та один есмінець. О 17:30 ескадру атакувала група літаків-камікадзе, британські винищувачі не змогли їх вчасно перехопити, тому кораблям довелося самостійно відбивати атаку. Їх ППО діяла досить ефективно і тільки одному камікадзе вдалося влучити в авіаносець «Вікторіус», але він не отримав серйозних пошкоджень.
Після перших боїв значна частина британських кораблів, включаючи «Кінг Джордж V», відійшла від острова для дозаправлення. 6 квітня вони повернулися на свої позиції й були відразу атаковані японськими камікадзе. У результаті атаки незначні пошкодження отримав авіаносець «Іластріес». 7 квітня американська авіація потопила японський лінкор «Ямато» і ліквідувала загрозу зі сторони великих кораблів противника. Згодом з'єднання TF 57 отримало наказ провести бомбардування двох японських аеродромів на острові Тайвань. 11 квітня кораблі вийшли на ударну позицію, але через несприятливі погодні умови бомбардування було відкладене. Наступного дня погода покращилась і 24 бомбардувальники у супроводі 20 винищувачів завдали авіаудар. Японці декілька разів намагалися з повітря атакувати британську ескадру, але завдяки ефективним діям винищувачів, усі атаки були відбиті. 14 квітня авіація здійснила повторне бомбардування аеродромів, після чого з'єднання TF 57 відплило до Окінави.
17 квітня «Кінг Джордж V» помилково обстріляв власні винищувачі F4U Corsair, але не завдав їм ніякої шкоди. 23 квітня він прибув на Філіппіни для ремонту та поповнення припасів. Коли лінкор повернувся до Окінави перед ним поставили завдання обстріляти один із японських аеродромів на острові Міяко. 4 травня о 12:05 «Кінг Джордж V» відкрив вогонь, у той час як «Хау» обстрілював об'єкти ППО північніше аеродрому. Усього вони випустили 78 снарядів головного калібру, після чого відійшли від острова.
Згодом перед «Кінг Джорджем» поставили нове завдання — прикривати авіаносці під час бомбардування островів Міяко та Ісіґакі. Утім 9 травня у результаті атаки літаків-камікадзе були пошкоджені «Вікторіус» та «Формідабл», що змусило британців відкласти операцію. Бомбардування розпочалися 12 травня і тривали майже два тижні, у результаті японська авіація зазнала значних втрат, а її аеродроми на островах були сильно пошкоджені.
25 травня з'єднання TF 57 завершило свою участь в боях за Окінаву, тому «Кінг Джордж V» відділився від ескадри та у супроводі трьох есмінців поплив на острів Гуам. На американській базі він поповнив запаси палива і вирушив до Сіднея. Слід відзначити, що США надавали значну підтримку британському флоту під час операцій на Тихому океані, тому «Кінг Джордж V» часто отримував від американців паливо та боєприпаси. У Сіднеї лінкор пройшов ремонт і став готуватися до операцій біля берегів Японії. Для їх проведення британці сформували з'єднання TF 37, яке очолив віце-адмірал Бернард Роулінгз. До складу з'єднання увійшли «Кінг Джордж V» (флагман), 4 авіаносці, 6 легких крейсерів і 16 есмінців.
6 липня кораблі TF 37 відпливли із Нової Гвінеї, щоб приєднатися до 3-го американського флоту. Під час плавання британці активно тренувалися відбивати повітряні атаки, у першу чергу літаків-камікадзе. 16 липня британська ескадра зустріла 38-е оперативне з'єднання американських ВМС під командуванням адмірала Вільяма Хеслі. Наступного дня «Кінг Джордж V» і два есмінці відділилися від основних сил для того, щоб спільно з групою американських кораблів (5 лінкорів, 2 легких крейсери та 10 есмінців) обстріляти японські заводи у містах Міто та Хітаті. Союзна ескадра увечері вийшла на ударну позицію і в 23:10 шість лінкорів відкрили вогонь. Завдяки обстрілу, під час якого «Кінг Джордж V» випустив 267 чотирнадцятидюймових снарядів, промисловість міст зазнала значних руйнувань.
18 липня «Кінг Джордж V» приєднався до TF 37, яке прямувало на зустріч із кораблями постачання. Поповнивши запаси палива та боєкомплект, 24 липня британці бомбардували об'єкти на островах Сікоку, Кюсю та Хонсю. Усього авіація зробила понад 400 бойових вильотів. 25 липня бомбардування продовжилися, хоча і з меншою інтенсивністю. У вечері британську ескадру намагалася атакувати група японських торпедоносців Aichi B7A, але винищувачам F6F Hellcat вдалося вчасно перехопити противника.
Чергова серія бомбардувань Японії розпочалася 28 липня — британська авіація атакувала порт Харіма та військові об'єкти в місті Майдзуру. Наступного дня «Кінг Джордж V» з трьома есмінцями відокремився від TF 37 і разом з американськими лінкорами «Південна Дакота», «Массачусетс» та «Індіана» обстріляв Хамамацу. Усього «Кінг Джордж V» випустив 265 снарядів головного калібру. 30 липня лінкор повернувся до своєї ескадри, у той же день британська авіація бомбардувала об'єкти на узбережжі Японії. 31 липня британці зайнялися поповненням припасів та дозаправленням кораблів.
4 серпня союзники отримали наказ припинити бомбардування та відійти щонайменше на 300 миль від японського узбережжя. 9 серпня палубна авіація атакувала порт міста Мацусіма, а наступного дня завдала удар по об'єктах на півночі острова Хонсю. 13 серпня більшість британських кораблів, включаючи три авіаносці, відокремилась від TF 37 і вирушила до Нової Гвінеї. У той же час «Кінг Джордж V», авіаносець «Індефатігебл», два крейсери та десять есмінців утворили з'єднання TG 38.5, яке підпорядковувалося Третьому американському флоту.
15 серпня о 9:00 союзні війська припинили військові дії проти Японії. Протягом наступних двох днів «Кінг Джордж V» патрулював територію за 150 миль на південний схід від Токіо. 18 серпня кораблі TG 38.5 відплили до південного берега Хонсю, де до них приєдналися лінкор «Дюк оф Йорк» та два есмінці. 20 серпня приблизно 120 членів екіпажу «Кінг Джорджа» перейшла на американські транспортні кораблі для висадки в Японії.

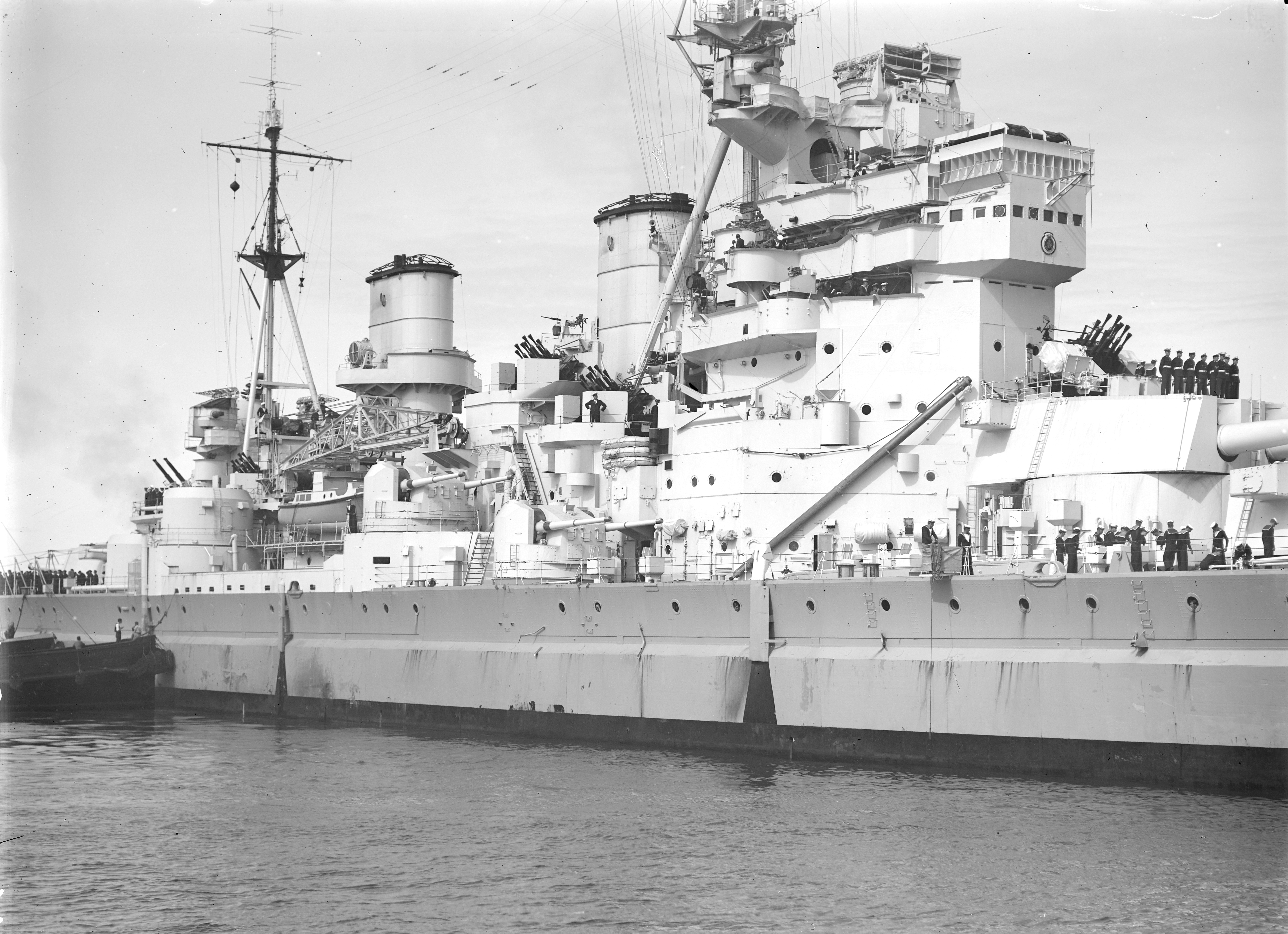
«Кінг Джордж V» у 1945 році

23 серпня з'єднання TG 38.5 було знову перейменоване у TF 37, одночасно розпочалась підготовка до входження у Токійську затоку. Утім через тайфун, який становив значну загрозу для невеликих кораблів і суден, союзники були змушені відплисти у Саґамську затоку. Вранці 29 серпня союзний флот вирушив до Токіо. Спочатку в Токійську затоку ввійшла група американських кораблів на чолі з лінкором «Міссурі», першим із британських кораблів у затоку ввійшов «Дюк оф Йорк», через півгодини це зробив і «Кінг Джордж V». Британський флот кинув якір у порту Йокосука. 30 серпня союзні війська розпочали висадку, у які взяли участь чотири взводи, сформовані з екіпажу «Кінг Джорджа». Після капітуляції Японії лінкор повернувся під контроль Королівського флоту. 8 вересня на загін морської піхоти з «Кінг Джорджа» було покладене завдання охороняти британське посольство в Токіо.

### Вересень 1945—1957
Після завершення Другої світової війни «Кінг Джордж V» протягом кількох місяців залишався в Японії для підтримки союзних військ. Наприкінці 1945-го він відвідав Мельбурн і у січні наступного року вирушив до Великої Британії. Прибувши додому у березні, лінкор знову став флагманом Флоту метрополії. Його місцем дислокації була військово-морська база в місті Портсмут. У грудні 1946-го він передав флагманські функції «Дюк оф Йорку». Наступного року лінкор пройшов ремонт і після його завершення був переведений у навчальну ескадру. Протягом 1948—1949 років «Кінг Джордж V» виконував функції навчального корабля. Тим часом, у зв'язку зі скороченням військових витрат, британці вирішили відмовитися від експлуатації лінкорів типу «Кінг Джордж V», тому у вересні 1949-го корабель був виведений у резерв. Перебуваючи у резерві через погане обслуговування лінкор втратив свою боєздатність і його повернення у стрій вимагало великих фінансових затрат. Крім того британці вважали, що лінійні кораблі більше їм не потрібні. Як наслідок, у 1957 році міністерство оборони вирішило списати усі кораблі цього класу. 30 квітня 1957-го «Кінг Джордж V» був виключений зі складу флоту і проданий приватній компанії для утилізації. У січні 1958-го лінкор відбуксирували у Делмюр і до травня 1959-го повністю розібрали на метал.

## Капітани корабля
Список капітанів корабля узятий зі статті «HMS King George V», яка розміщена на сайті www.rmg.co.uk
| № | Звання  | Ім'я та прізвище    | Дата призначення | Дата звільнення |
| - | ------- | ------------------- | ---------------- | --------------- |
| 1 | Капітан | Вільям Патерсон     | 15 липня 1940    | 6 травня 1942   |
| 2 | Капітан | Філіп Мак           | 6 травня 1942    | 15 лютого 1943  |
| 3 | Капітан | Томас Хеслі         | 15 лютого 1943   | 10 квітня 1945  |
| 4 | Капітан | Брайан Шофілд       | 10 квітня 1945   | 15 лютого 1947  |
| 5 | Капітан | Пітер Далріпмл-Сміт | 15 лютого 1947   | листопад 1949   |

## Флагманська служба
Інформація взята із сайтів www.rmg.co.uk і www.naval-history.net
| №  | З'єднання         | Звання, ім'я та прізвище командира | Період                         |
| -- | ----------------- | ---------------------------------- | ------------------------------ |
| 1  | Флот Метрополії   | Адмірал Джон Тові                  | 1 квітня — 6 жовтня 1941       |
| 2  | Флот Метрополії   | Адмірал Джон Тові                  | 10 жовтня 1941 — 8 травня 1942 |
| 3  | Флот Метрополії   | Адмірал Джон Тові                  | 24 липня 1942 — 14 квітня 1943 |
| 4  | З'єднання Z       | Віце-адмірал Артур Пауер           | 5 липня — 8 вересня 1943       |
| 5  | Флот Метрополії   | Адмірал Генрі Мур                  | 17 — 24 жовтня 1944            |
| 6  | З'єднання TF 63   | Віце-адмірал Бернард Роулінгз      | 16 січня — 28 лютого 1945      |
| 7  | З'єднання TF 113  | Віце-адмірал Бернард Роулінгз      | 28 лютого — 23 березня 1945    |
| 8  | З'єднання TF 57   | Віце-адмірал Бернард Роулінгз      | 23 березня — 28 червня 1945    |
| 9  | З'єднання TF 37   | Віце-адмірал Бернард Роулінгз      | 28 червня — 13 серпня 1945     |
| 10 | З'єднання TG 38.5 | Віце-адмірал Бернард Роулінгз      | 13 — 23 серпня 1945            |
| 11 | З'єднання TF 37   | Віце-адмірал Бернард Роулінгз      | 23 серпня — 5 вересня 1945     |
| 12 | Флот Метрополії   | Адмірал Едвард Сіфрет              | березень — грудень 1946        |